# Политковські
Политковські – козацько-старшинський, згодом – дворянський рід, споріднений з родом Политик. Засновником роду був Сава Іванович Политика (Полетика; 17 ст.). Його внук – Герасим Іванович (бл. 1722 – бл. 1790), протоієрей седнівський (1752) і боровичанський (1784–86), – змінив прізвище на Политковський, яке перейшло на всіх його нащадків. Сини Герасима: Федір Герасимович (1756–1809) – доктор медицини Лейденського університету (1781), ординарний професор (1788) і зав. кафедри природної історії (1784–1802) та практичної медицини і хімії (1802–09) Московського університету, автор низки праць; Симон Герасимович (бл. 1758 – р. с. невід.) – протоієрей і благочинний у Прилуцькому повіті; Гаврило Герасимович (1770–1824) – відомий держ. діяч і літератор, ярославський цивільний губернатор (1817–20), таємний радник і сенатор (1820), член "Вольного экономического общества" (із 1801), член Ради Російсько-американської компанії (із 1820), дійсний член "Бесіди любителів російського слова" і літературного гуртка О.Шишкова, автор драми та віршів, а внуки: Микола Романович (1764–1830) – дійсний статський радник (1823), чернігівський віце-губернатор (1819–30), автор перекладів із французької і англійської мов творів із фізики та астрономії; Микола Романович молодший (бл. 1777 – 1831) – дійсний статський радник (1828), віце-директор департаменту державної скарбниці (1827–31), член-опікун Людинолюбного товариства (із 1816), член-співробітник "Бесіди любителів російського слова", автор перекладів художніх творів і економічних праць із французької та англійської мов, у т. ч. праць А.Сміта; Патрикій Симонович (1783–1830) – дійсний член Петербурзького вільного товариства любителів словесності, наук і мистецтв (1811), член Товариства любителів вітчизняної словесності при Казанському університеті, перекладач і поет; Федір Симонович (1793–1830) – чиновник департаменту гірничих і соляних справ, автор цікавого щоденника; Олександр Гаврилович (бл. 1800 – 1853) – камергер (1836), таємний радник (1851), залишив по собі сумну пам'ять через витрати коштів інвалідного фонду, перекладач і літератор; Ростислав Гаврилович (1805–58) – дійсний статський радник (бл. 1850), голова Владимирської казенної палати (1850–58), літератор і перекладач з англійської мови; Володимир Гаврилович (1807–67) – генерал-лейтенант (1860), учасник російсько-турецької війни 1828–1829 та придушення польського повстання 1830–1831, член Ради Академії Генерального штабу (із 1853), член Головного правління (із 1844) та голова правління Російсько-американської компанії (із 1850), член Імператорського географічного товариства (1859), мемуарист; Всеволод Гаврилович (1810–77) – дійсний статський радник (1860), волинський віце-губернатор (1850–53), голова Єнісейської казенної палати (1856), член Ради Головного управління Зах. Сибіру (1869–77). До цього роду належали також Федір Семенович (бл. 1806 – 1880) – дійсний статський радник (1858), голова Томської (1852–59), В'ятської (1859–65) та Смоленської (1865–66) казенних палат; Микола Миколайович (1806–86) – генерал-лейтенант у відставці (1873), нач. Сибірського жандармського округу (ймовірно, 1863 – 1873), та Олександр Володимирович (1846 – після 1900) – генерал-майор, дмитровський (1876–84) і брянський (1884–97) військовий начальник.
Рід внесений до 2-ї та 3-ї частин Родовідних книг Московської, Смоленської, Новгородської і Харківської губерній, а герб – до 5-ї частини "Общего гербовника дворянских родов Всероссийской империи".